# Kafana
 (janvier 2021).
Si vous disposez d'ouvrages ou d'articles de référence ou si vous connaissez des sites web de qualité traitant du thème abordé ici, merci de compléter l'article en donnant les références utiles à sa vérifiabilité et en les liant à la section « Notes et références ».

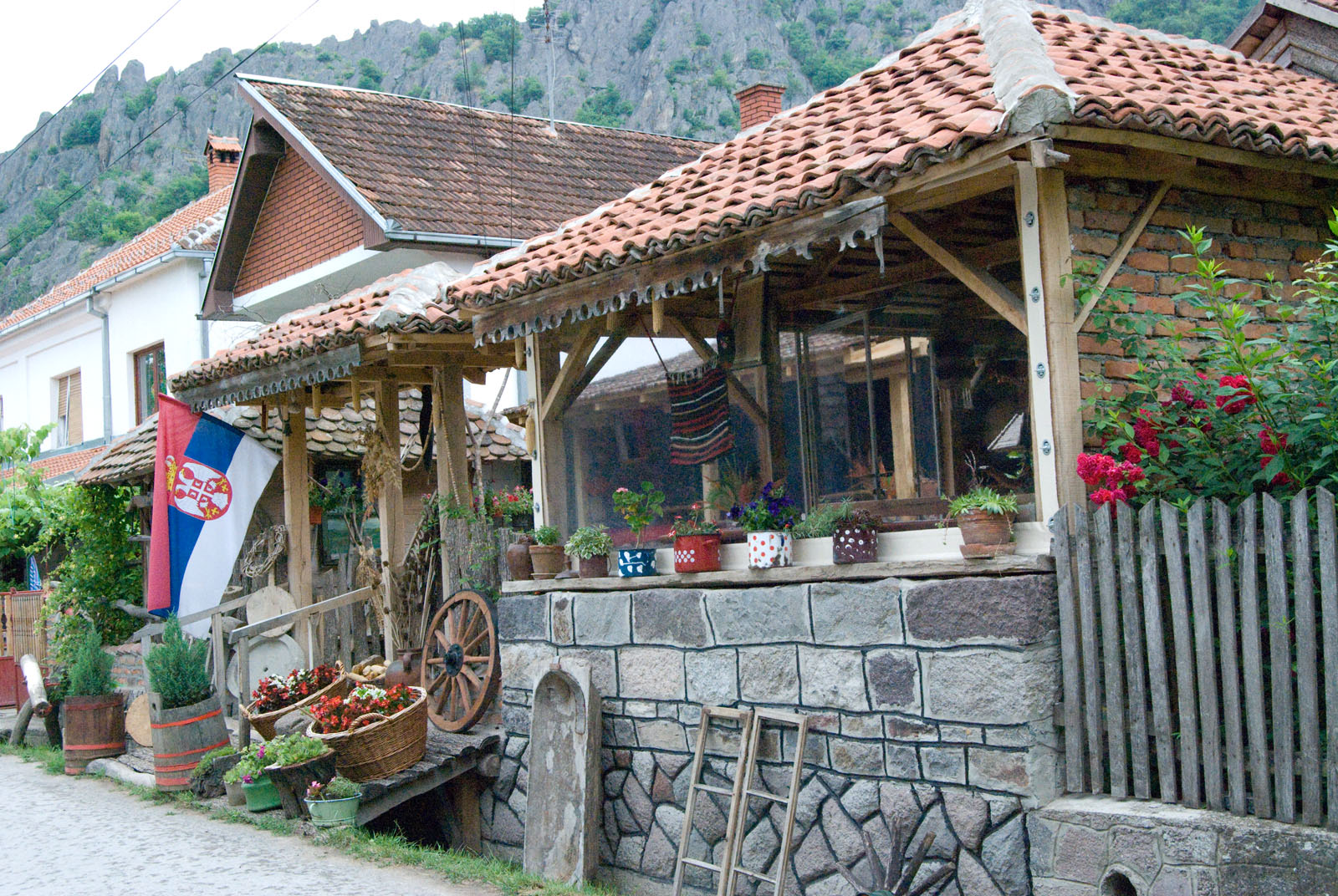
Kafana à Borač, Serbie.

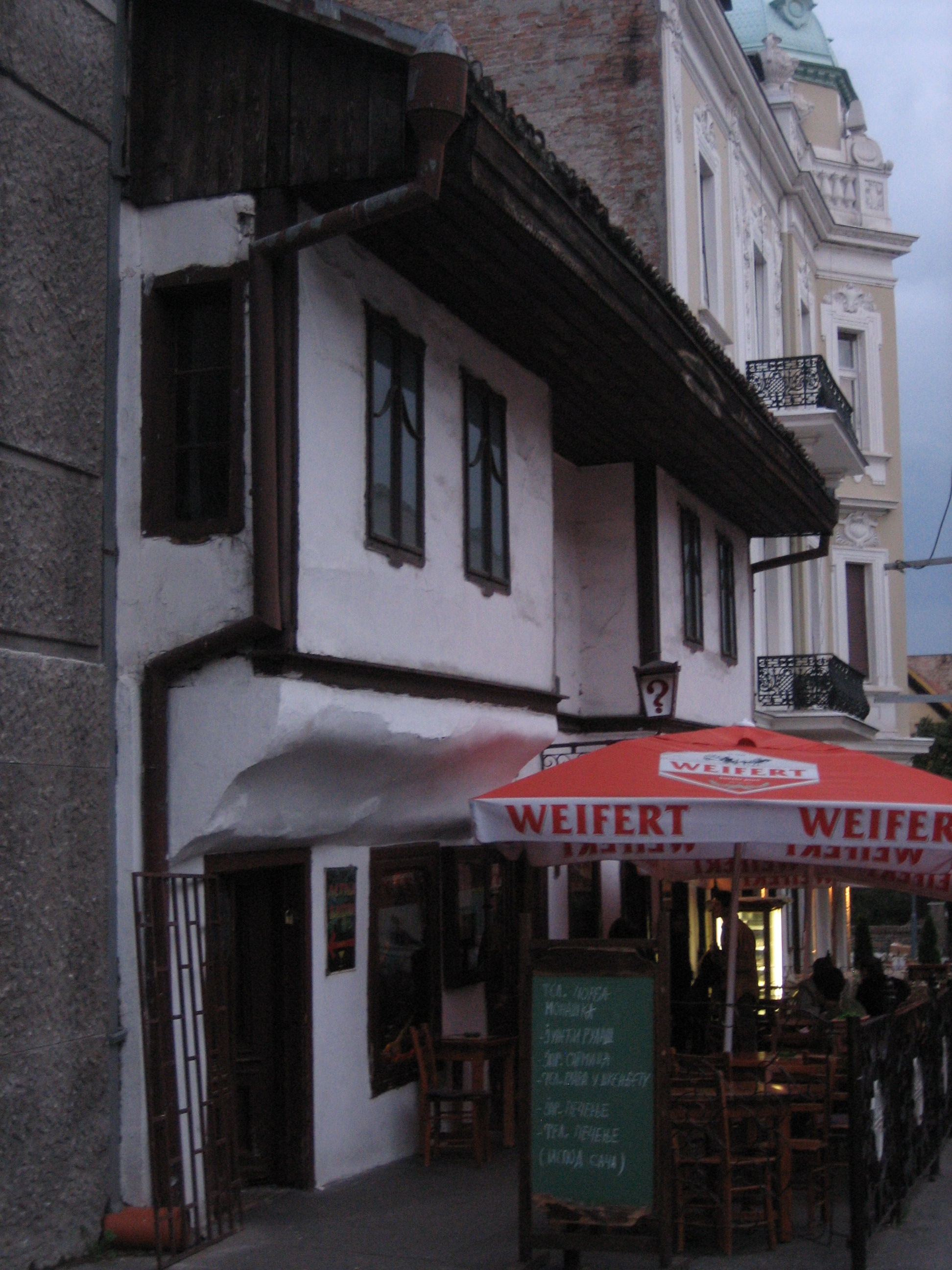
Le kafana curieusement nommé "Taverne ?" à Belgrade

Le terme de kafana (au pluriel kafane ; en croate kavana ; en serbe cyrillique : Kафана / Kафане) désigne, dans les langues slaves méridionales, un café ou une auberge traditionnelle, où l'on sert des boissons alcoolisées et du café et où l'on joue parfois de la musique. Le mot kafana vient du turc kahvehane, pouvant se traduire par "salon de café".

## Histoire
Le concept de la kafana est un héritage culturel direct de la domination ottomane dans les Balkans. En effet le café introduit et popularisé dans toutes les provinces ottomanes devient très vite l'objet d'un véritable engouement dans la société ottomane entraînant l'apparition de lieux spécialisés dans la vente et surtout la consommation de la délicate boisson chaude : les "kahvehane" ("salon de café" en turc).
Au XVIIIe siècle et au début du XIXe siècle, tenir une kafana, à l'époque souvent appelée mehana (du turc "meyhane" désignant un cabaret ou un bistrot), était une affaire de famille, l'établissement se transmettant d'une génération à l'autre. Avec le développement des villes dans les Balkans, les kafanas, devenues plus nombreuses, commencèrent à rivaliser entre elles et, pour attirer les clients, commencèrent à proposer de la nourriture ; les villes les plus importantes possédaient leur Gradska kafana, « kafana municipale » ; située sur la place principale ou à proximité, elle accueillait les personnalités de l'endroit.
L'idée d'y introduire des musiciens date du début du XXe siècle, les propriétaires de kafanas cherchant à divertir leurs clients. À cette époque, les orchestres qui s'y produisaient avaient un caractère local et ils jouaient la musique traditionnelle de leur ville ou de leur région. Au cours du siècle, et particulièrement après la Seconde Guerre mondiale, les villes connurent un essor considérable et les kafanas se diversifièrent, certaines conservant une haute qualité de service, d'autres s'adressant aux populations rurales nouvellement arrivées en ville et qui travaillaient dans les usines ou sur les chantiers. C'est à cette époque que le terme de kafana, associé aux classes sociales les plus pauvres de la société, prit progressivement une connotation péjorative. Dans les années 1980, il devint même une insulte et beaucoup de propriétaires de kafanas rebaptisèrent leur établissement en occidentalisant sa désignation : restaurant, café, bistro, bar etc. Des termes comme birtija, bircuz et krčma sont également utilisés pour désigner les kafanas les plus modestes, à la campagne ou dans les faubourgs des villes.